# Cerro El Hatico
El Cerro El Hatico (8°49′39″N 70°41′52″O / 8.8274, -70.6978) es una formación de montaña ubicada en el extremo norte del Estado Mérida, Venezuela. A una altitud de 3.560 m s. n. m. el Cerro El Hatico es una de las montañas más altas en Venezuela. Constituye parte del límite nordeste con el Estado Barinas.

## Ubicación
El Cerro El Hatico se encuentra en el límite norte de Mérida con el Estado Barinas, al sur de Mitisus y Pueblo Llano en Mérida y al este de la comunidad de Altamira en Barinas.